# Zarubinetskulturen

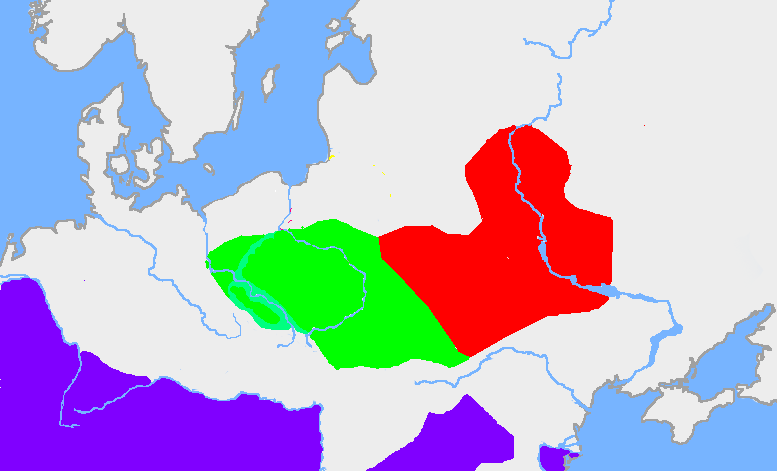
Det röda området är Zarubinetskulturen (röd) under 100-talet med grannar - Przeworsk-kulturen (grön); Romerska riket (blå)

Zarubinetskulturen, eller Zarubyntsikulturen är en järnålderskultur vid Dnepr floden, vars födelse baserade sig på jordbruket och på assimileringen av Milogradkulturens befolknings södra delar (samt andra befolkningsgrupper). Inom kulturen brukades jordbruk med plog och dess språk var slavisk.
Namnet kommer från byn Zarubyntsi som ligger i Tjerkasy regionen där man hittade arkeologiska spår från järnåldern tillhörande Zarubinetskulturen.

## Upptäcktshistoria
De första arkeologiska spåren tillhörande Zarubinetskulturen härröra från järnålderns bosättning som upptäcktes 1899 av dåtidens berömda arkeolog Vikentij Khvojka. Sedan 1974 är Zarubyntsi byn med det arkeologiska området nedsänka under Kanivreservoaren.

## Kronologi och ursprung
Genom arkeologisk datering beräknas Zarubinetskulturs tidsepok under Centraleuropas järnålder mellan 200-talet f.Kr. och 100-talet.
Zarubinetskulturen uppstod efter den ”Skytiska kulturens kollaps” på 200-talet f.Kr. när skytiska kulturen plötsligt försvann från stäpperna norr om Svarta havet. Zarubinetskulturen baserades på grund av tidigare kulturer inklusive Milogradkulturen, norra skyter samt till viss del av Pommerska (Przeworsk) kulturen. Zarubinetskulturen var också en av kulturerna som tillhörde de periferiska Latènekulturs grupper. Latènekulturen påverkade genom kontakt med bastarner, skirer och några laten-illyriska kulturer.

## Spridning och lokala grupper

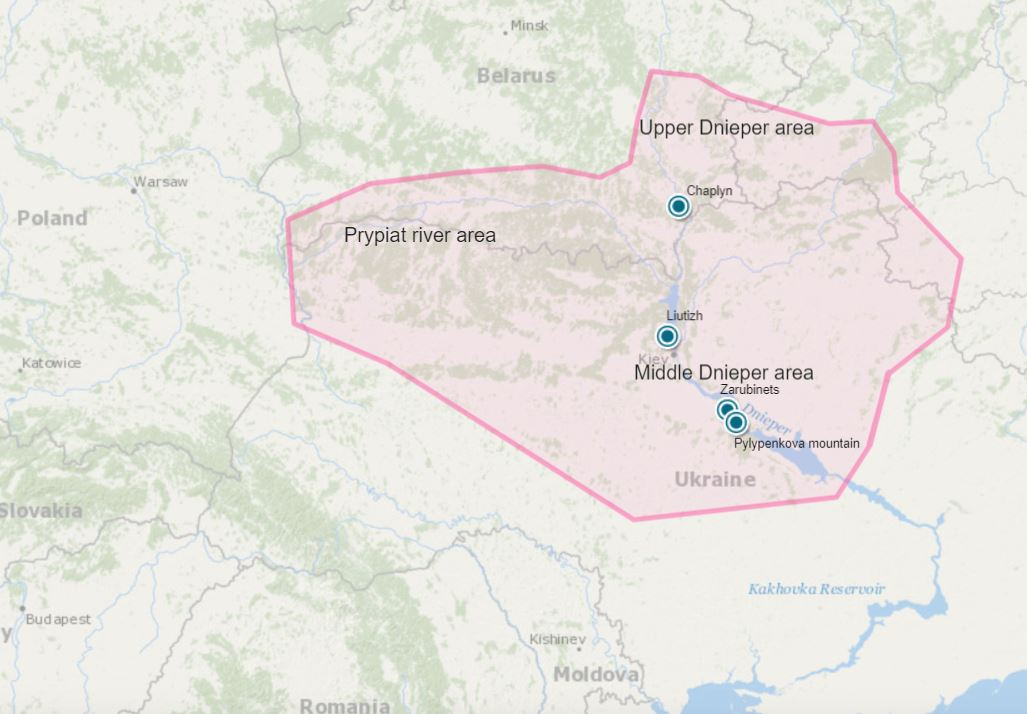
Zarubinetskulturens spridning och lokala grupper

Zarubinetskulturen spreds längs hela Prypjatfloddalen samt Dniprofloddalen - från Tiasmyn floden söderut till Berezina floden norrut. Många artefakter av Zarubinetskulturen har hittats i Sejm flodens dal, i Södra Bugs dal samt i Desna flodens dal.
På grund av andra kulturers påverkan samt geografiska egenskaper skiljer man tre lokala grupper: Prypjatflodens område, mellerst Dniproflodens område och övre Dniproflodens område.

## Begravningar
Zarubinetskulturens begravningar ser gravfält ut och saknar speciella kännetecken då döda brändes i graven i en sängliggande position på antingen höger eller vänster sida.
Zarubinetskulturens begravningsritualer hade sina egna särdrag i varje enskilt område. 
- I Prypjatflodens område fanns gravar i gropar som innehöll rester av kremering, olika typ av krukor, gåvor och fibulor
- I övre Dniproflodens område har det funnits gravar i gropar som innehöll bara rester av kremering med begravningsbränna och några exemplar av krukmakeri
- I mellerst Dniproflodens område fanns samma gravar i gropar som i Prypjatflodens område samt urnegravar där kremeringsrester fanns i krukor

## Bosättningar
De fanns två typer av bosättningar - fortifierade och öppna bosättningar. Både fortifierade och öppna bosättningar fanns längs stora älvar. Dniproflodens område kännetecknades av väldigt många fortifierade bosättningar. Där fanns rester av vallar och fortifierade palissader. De största hittades i byn Chaplyn och på Pylypenkova berget.
Bland öppna bosättningar fanns tre typer av husbyggnader: 
- typ av ”korsu” som var utbredd i det norra Zarubinetskulturens område längs Prypjatfloden området
- typ av backstuga som var utbredd i övre Dniproflodens området
- typ av backstuga som har väggar smorda med lera. Denna variant var vanlig i mellerst Dniproflodens området

## Ekonomi
Zarubinetskulturens ekonomi var baserad på jordbruk, djuruppfödning, jakt och fiske. 
Huvudsakliga produktioner var gjuten keramik, spinning, och vävning. Det fanns också isolerade järnproduktions- och behandlingsställen. Ett sådant ställe hittades bredvid Liutizh.